# Condors de Jonquière
Les Condors de Jonquière sont une équipe de hockey sur glace ayant évolué dans la Ligue de hockey semi-professionnel du Québec de 1997 à 2002.

## Historique
L'équipe fut créée en 1997 et fut vendu en 2002 et relocalisé pour devenir le Paramédic de Saguenay.

### Saisons en LNAH
Note: PJ : parties jouées, V : victoires, D : défaites, N : matchs nuls, DP : défaite en prolongation, DF : défaite en fusillade, Pts : Points, BP : buts pour, BC : buts contre, Pun : minutes de pénalité
| Saison  | PJ | V  | D  | N | DP | Pts | Classement                | Séries éliminatoires |
| ------- | -- | -- | -- | - | -- | --- | ------------------------- | -------------------- |
| 1997-98 | 38 | 11 | 23 | 4 | 0  | 26  | 5e place, Division LHSPQE | hors des séries      |
| 1998-99 | 36 | 14 | 19 | 3 | 0  | 31  | 4e place, Division LHSPQE | hors des séries      |
| 1999-00 | 38 | 19 | 16 | 3 | 0  | 41  | 3e place, Division LHSPQB | éliminé en 1er ronde |
| 2000-01 | 44 | 22 | 18 | 1 | 3  | 48  | 5e place, Division LHSPQE | éliminé en 2e ronde  |
| 2001-02 | 44 | 14 | 26 | 1 | 3  | 32  | 8e place, Division LHSPQO | éliminé en 1er ronde |